# Kingston (Wisconsin)
Kingston è un villaggio degli Stati Uniti d'America, situato in Wisconsin, nella contea di Green Lake.